# Hemne
Hemne é uma comuna da Noruega, com 659 km² de área e 4 294 habitantes (censo de 2004).         